# Lituânia no Festival Eurovisão da Canção 2014
Attention (Português: Atenção) é a canção que foi levada a Copenhaga pela intérprete Vilija Matačiūnaitė.
Participou na segunda semifinal.